# Instituto dos Advogados de São Paulo
O Instituto dos Advogados de São Paulo (IASP) foi fundado na capital da então Província de São Paulo, aos 29 de Novembro de 1874, por um grupo de advogados de São Paulo, liderados pelo professor da Faculdade de Direito do Largo de São Francisco, Joaquim Ignácio Ramalho, barão de Ramalho.